# Église Saint-Michel de Yeka
L’église Saint-Michel de Yeka, localement appelée Washa Mikael est une église rupestre située sur les hauteurs du quartier de Yeka, à Addis-Abeba, en Éthiopie. Elle a vraisemblablement été construite au XIIe siècle, un peu avant que le complexe de Lalibela. 
Une église contemporaine jouxte l'église rupestre, où le culte reste célébré de façon exceptionnelle. Il y aurait été célébré de façon continue de la construction de l'église à la guerre Adal-Éthiopie, l'église ayant été ensuite abandonnée jusqu'à sa redécouverte sous le règne l'empereur Menelik II à la fin du XIXe siècle. 

## Galerie

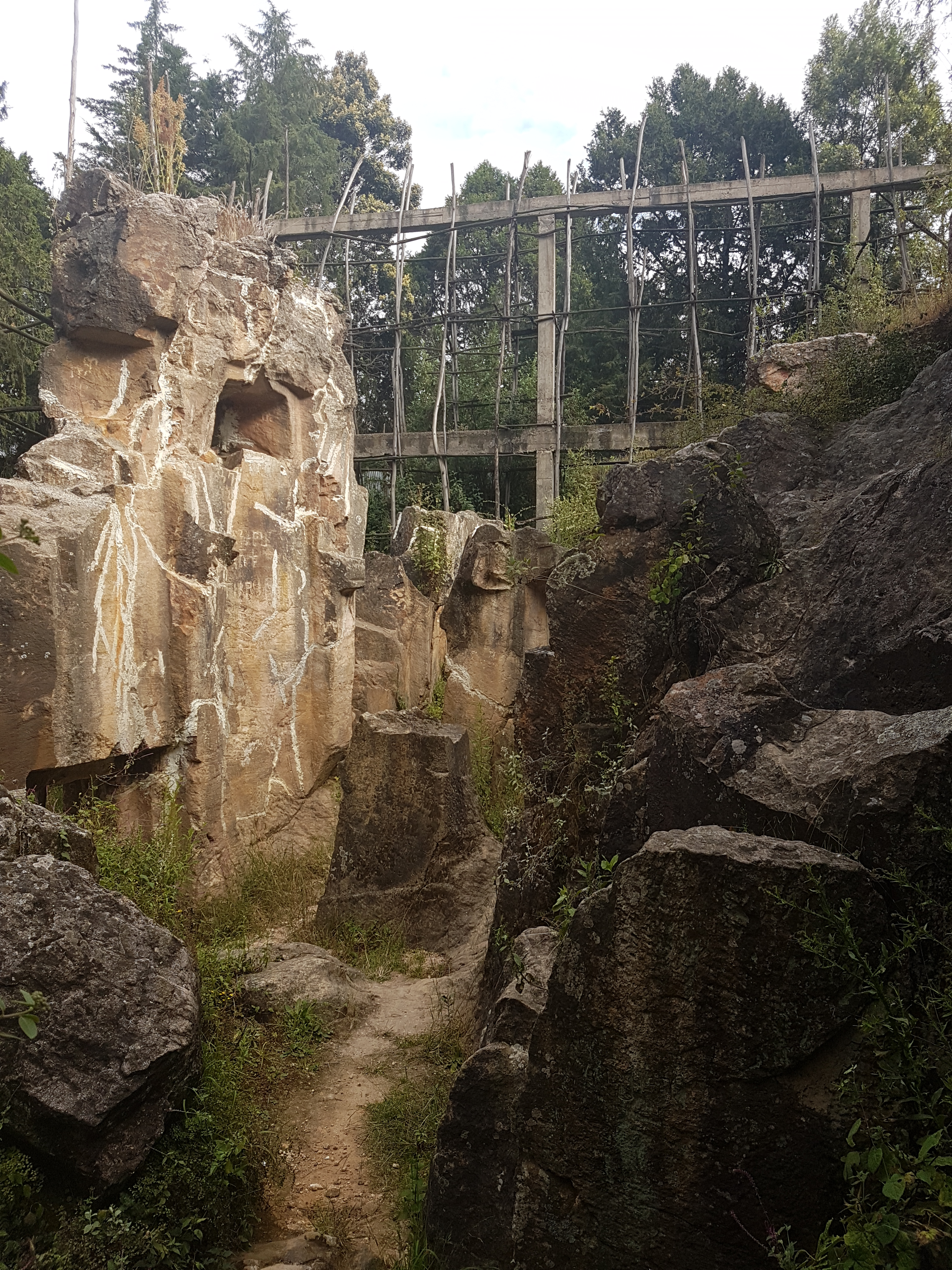
Vue du site, montrant l'armature de béton construite dans le cadre d'une tentative de restauration.
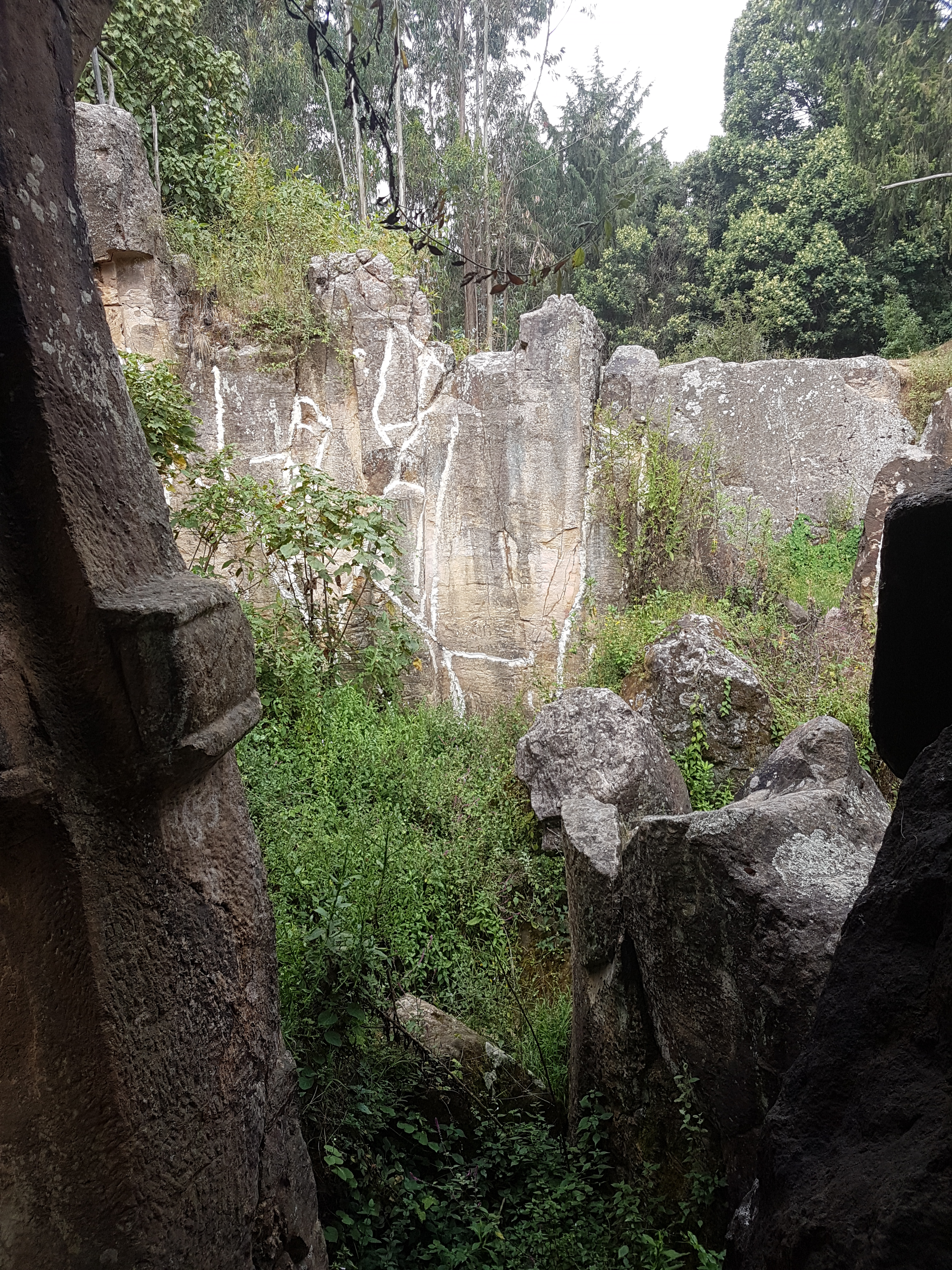
Vue du site. Pilier.
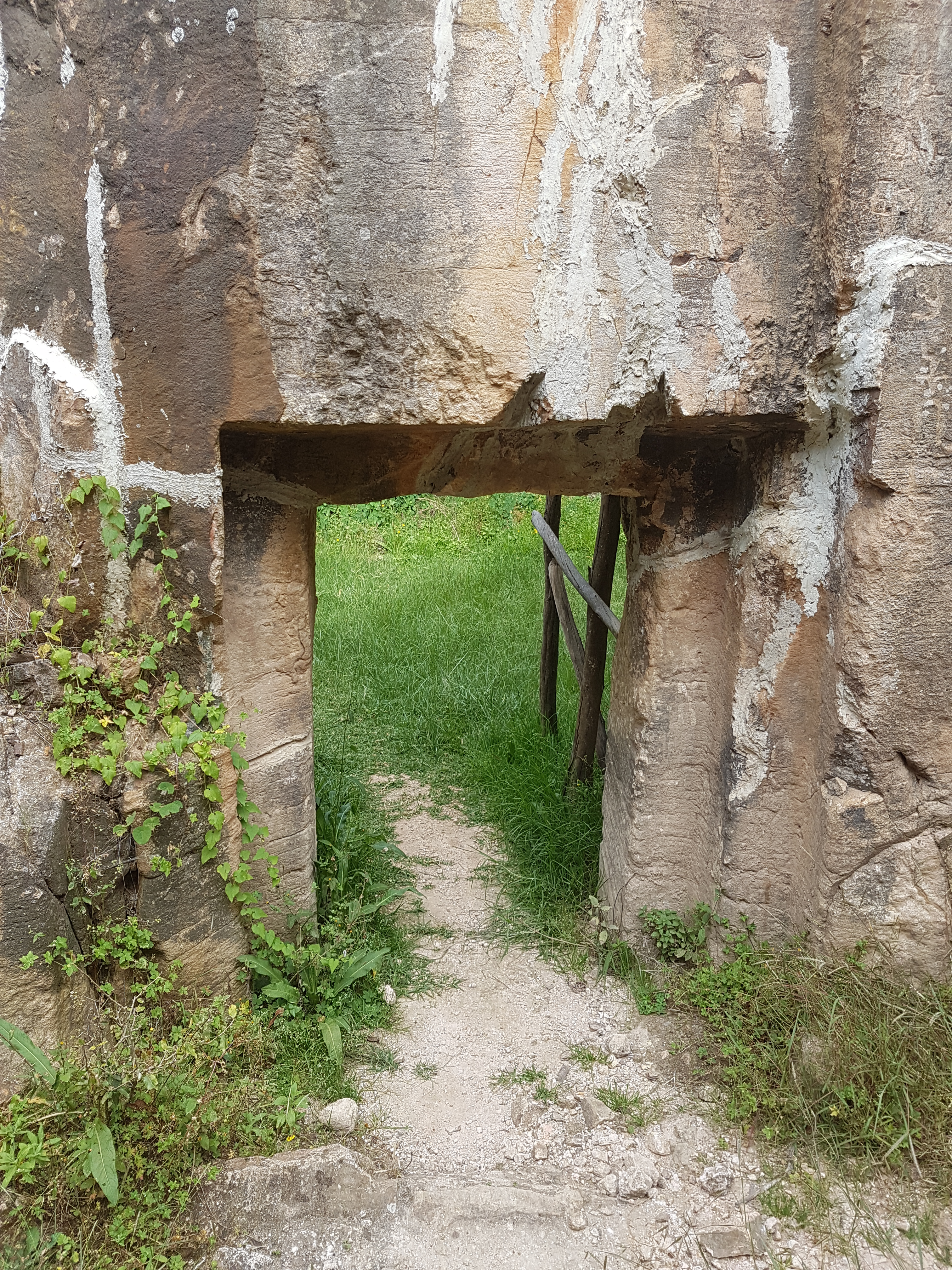
Porte donnant accès à l'église.
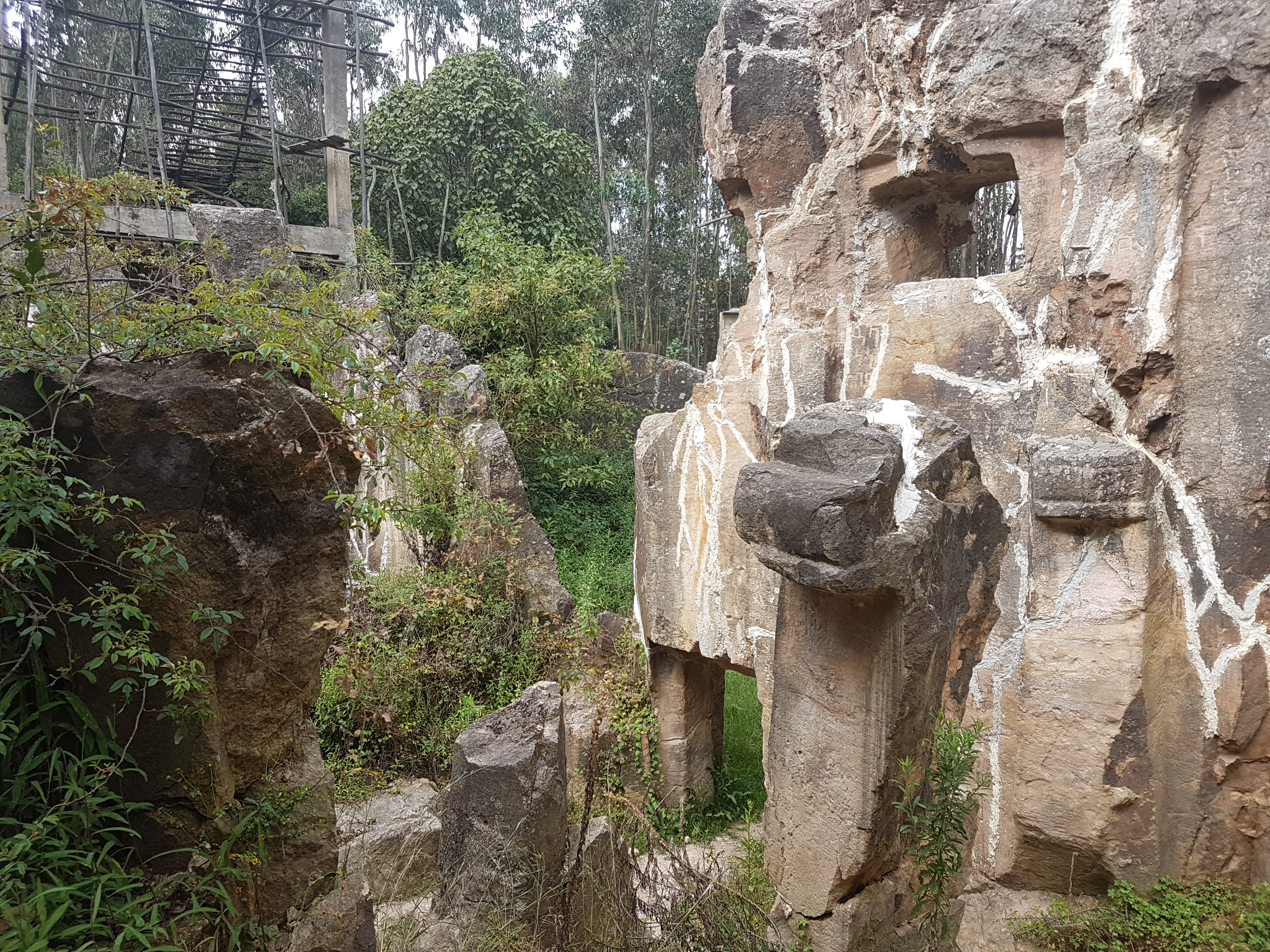
Vue du site, montrant des traces de restauration (mortier de couleur claire).
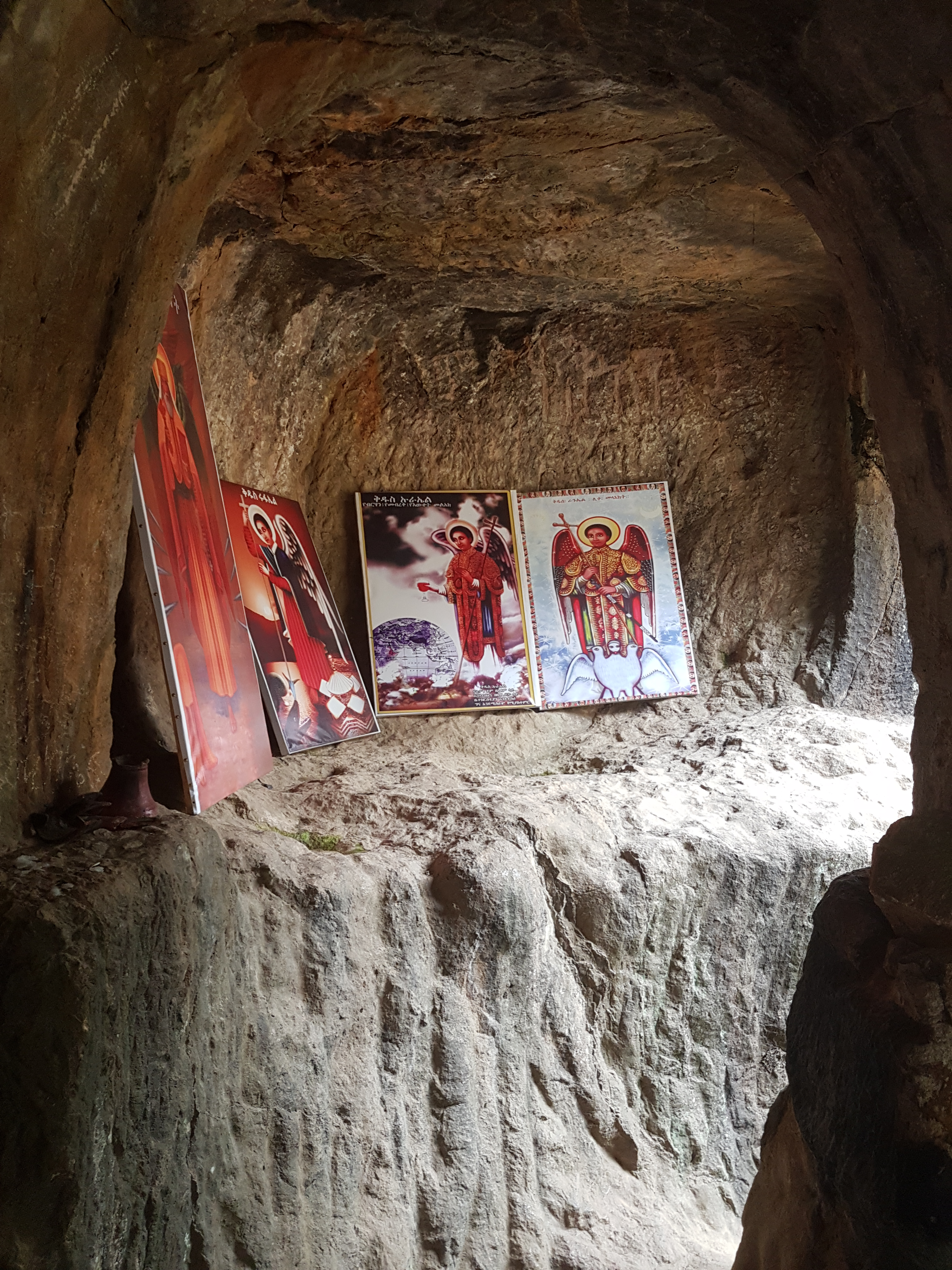
Icônes dans l'abside de l'église.
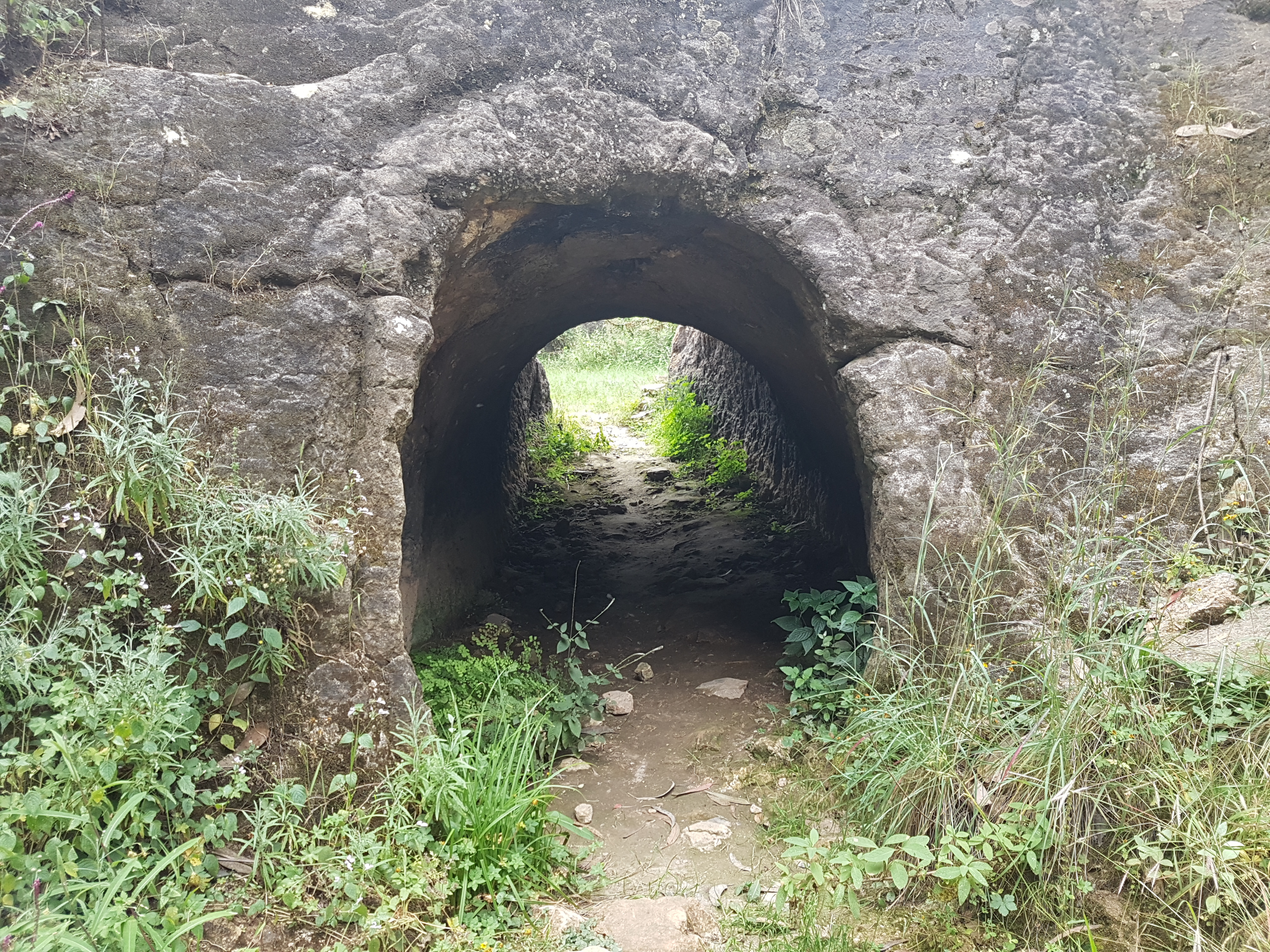
Tunnel d'accès à l'église.